# توپ (فیلم)
توپ (رومانیایی: Mingea) یک فیلم رومانیایی است که در سال ۱۹۵۸ منتشر شد.